# بلد العميان
بلد العميان (بالإنجليزية: The Country of the Blind)‏ هي قصة قصيرة بقلم هربرت جورج ويلز. وقد نشرت لأول مرة في عدد أبريل 1904 من مجلة ستراند، وأدرج عام 1911 في مجموعة من القصص القصيرة لويلز بعنوان بلد العميان وقصص أخرى. وهي إحدى أشهر قصص ويلز القصيرة، وتحتل مكانة بارزة في الأدب الذي يتعامل مع العمى.

## القصة
قام ويلز بإعادة كتابة القصة لاحقا، مع نسخة موسعة نشرت لأول مرة من خلال شركة طبع إنكليزية خاصة تدعى غولدن كوكريل، في عام 1939.
كتبت هذه القصة عام 1904 وتحكي عن مجموعة من المهاجرين من بيرو فروا من طغيان الإسبان ثم حدثت انهيارات صخرية في جبال الإنديز فعزلت هؤلاء القوم في واد غامض. انتشر بينهم نوع غامض من التهاب العيون أصابهم جميعا بالعمي وقد فسروا ذلك بانتشار الخطايا بينهم. هكذا لم يزر أحد هؤلاء القوم ولم يغادروا واديهم قط لكنهم ورثوا أبناءهم العمي جيلا بعد جيل. هنا يظهر بطل قصتنا ..( نيونز ).
إنه مستكشف وخبير في تسلق الجبال تسلق جبال الانديز مع مجموعة من البريطانيين وفي الليل انزلقت قدمه فسقط من أعلى .. سقط مسافة شاسعة بحيث لم يعودوا يرون الوادي الذي سقط فيه ولم يعرفوا أنه وادي العميان الأسطوري. لكن الرجل لم يمت .. لقد سقط فوق وسادة ثلجية حفظت حياته. وعندما بدأ المشي علي قدمين متألمتين رأي البيوت التي تملأ الوادي . لاحظ أن ألوانها فاقعة متعددة بشكل غريب ولم تكن لها نوافذ .. هنا خطر له أن من بني هذه البيوت أعمي كخفاش.
راح يصرخ وينادي الناس لكنهم لم ينظروا نحوه .. هنا تأكد من أنهم عميان فعلا ... إذن هذا هو بلد العميان الذي كان يسمع عنه وتذكر المقولة الشهيرة : ـ ' في بلد العميان يصير الأعور ملكا ' وهو ما يشبه قولنا (أعرج في حارة المكسحين). راح يشرح لهم من أين جاء .. جاء من بوجاتا حيث يبصر الناس .. هنا ظهرت مشكلة ما معنى (يبصر) ؟؟.
راحوا يتحسسون وجهه ويغرسون أصابعهم في عينه .. بدت لهم عضوا غريبا جدا . ولما تعثر أثناء المشي قدروا أنه ليس علي ما يرام .. حواسه ضعيفة ويقول أشياء غريبة يأخذونه لكبيرهم .. هنا يدرك أنهم يعيشون حياتهم في ظلام دامس وبالتالي هو أكثر شخص ضعيف في هذا المجتمع . لقد مر علي العميان خمسة عشر جيلا وبالتالي لم يعد أحدٌ منهم يعرف معنى الإبصار وصار عالمه أقرب إلى أسطورةٍ من الأساطير.
عرف فلسفتهم العجيبة فهم يرون أن العالم هو بلد العميان وأن لا شيء يقبع خلف كل جرف من الجروف التي تحيط بعالمهم وأن السماء ما هي إلا سقف ذلك الكهف الذي يقطنون فيه وملمسه ناعم لأن الثلج يغطيه ويسقط هذا الثلج أحياناً عليهم من هذا السقف وأن هناك ملائكة يمكنك سماعها تزقزق لكن لن تقدر على لمسها (يتكلمون عن الطيور طبعا) والزمن يتكون من جزءين بارد ودافئ (الليل والنهار)ينام المرء في الدافئ ويعمل في البارد.
لم يكن لدي ( نيونز ) شك في أنه بلغ المكان الذي سيكون فيه ملكا سيسود هؤلاء القوم بسهولة تامة. لكن الأمر ظل صعبا إنهم يعرفون كل شيء بآذانهم يعرفون متى يمشي علي العشب أو الصخور كانوا كذلك يستعملون أنوفهم ببراعة تامة راح يحكي لهم عن جمال الجبال والغروب والشمس هم يصغون له باسمين ولا يصدقون حرفا مما يقول.
قرر أن يريهم أهمية البصر رأى المدعو بدرو قادما من بعيد فقال لهم:بدرو سيكون هنا حالا أنتم لا تسمعونه ولا تشمون رائحته لكني أراه.
بدا عليهم الشك وراحوا ينتظرون هنا لسبب ما قرر بدرو أن يغير مساره ويبتعد
قرر أن يعيد المحاولة وأن يتجه مع رجل منهم إلى مكان بعيد ويحدثه عن ما يحدث أمام المنازل لكنهم بعدها طلبوا منه أن يحكي لهم ما يحدث بداخلها ومنازلهم لم يكن لها نوافذ لأن لا حاجة للنافذة في بلد العميان.
حاول الهرب لكنهم لحقوا به بطريقة العميان المخيفة كانوا يصغون ويتشممون الهواء ويغلقون دائرة من حوله.
لو ضرب عددا منهم لاعترفوا بقوته لكنه لم يتخيل كيف سيتمكن من ضرب رجل أعمى أمسك بمجرفةٍ وحاول أن يهاجمهم لكنهم احتشدوا من حوله ممسكين بالعصي والمجارف كانوا يتحسسون آثار أقدامه على العشب المحرم لمسه والمشي عليه فهناك في بلد العميان طرق تدلهم على الأماكن والمنازل ولا يجب أن تمشي على العشب هرب منهم وهاجمهم لم يستطيعوا أن يغلبوه تمكن من الهرب واختبأ منهم وبقي هكذا لمدة يومين بلا طعام أو شراب فكر وفكر في طريقة ليهزمهم أو بطريقة يستطيع بها إقناعهم بالبصر لم يجد فهو لا يملك السلاح ولن يستطيع أن يقنعهم بأن الرؤية حق مهما فعل.
عاد لهم بعد يومين وقال لهم:أعترف بأنني غير ناضج لا يوجد شيء اسمه البصر.
كانوا طيبي القلب وصفحوا عنه بسرعة فقط قاموا بجلده ثم كلفوه ببعض الأعمال التي كان يشق عليهم فعلها.
وفي هذا الوقت بدأ يميل لفتاة وجدها جميلة لكن العميان لم يكونوا يحبونها لأن وجهها حاد بلا منحنيات ناعمة وصوتها عال وأهدابها طويلة (وهو ما كانوا يعدوه تشوهاً خلقياً) أي انها تخالف فكرتهم عن الجمال.
لما طلب يدها لم يقبل أبوها لأنهم كانوا يعتبرونه أقل من مستوى البشر لا يملك الأهلية ومخبول لكن الفتاة كانت تميل لنيونز فعلا وتحبه وحب أن تسمع كل قصصه الذي يروها لها عن العالم الخارجي والسماء والسحب والنجوم.
ووجد الأب نفسه في مشكلة فقد بكت الفتاة وحزنت حزنا شديداً بسبب رفضهم لنونيز فهي كانت تحبه وتحب صوته الحنون العاشق لذا طلب رأي الحكماء في ما يفعل.
حاول الأب أن يقنع الحكماء أن نونيز قد أصبح عاقلاً وأنه ترك تخاريفه عن الرؤية والسماء وما كان يزعمه وبدأ ينضج
بدأ طبيب العميان بالتفكير وقال لهم: إن نونيز عنده شيئان غريبان منتفخان يسميهما (العينين) جفناه يتحركان وعليهما أهداب وهذا العضو المريض قد أتلف مخه وجعله مخبولاً وبعمليةٍ جراحية بسيطة سنتمكن من إزالة هذا العضو الغريب ليسترد الفتي عقله بالتالي يمكنه أن يتزوج الفتاة.
بالطبع لن يقبل نونيز بهذا الشرط لن يقبل أن يفقد نعمة البصر وتلقى هذا الخبر من والد الفتاة بطريقة مخيبة لآماله إذ كان يظن أنه سيقبل بهذا الإجراء حاولت الفتاة أن تقنع نونيز بإجراء العملة لكنه قال لها: عالمي هو البصر هناك توجد الأشياء الجميلة؛ الأشياء الصغيرة الجميلة؛ الأزهار، والأشنات
التي تنمو بين الصخور، وبريق قطعة من الفراء ونعومتها، والسماء البعيدة، بما تحمله من
سحب، والغروب، والنجوم. وهناك "أنتِ" ِلأجلك أنتِ فقط، من الرائع أن أملك البصر؛ لأرى وجهك الحلو الرائق، وشفتيك الرقيقتين، ويديك الجميلتين الحبيبتين وهما متشابكتان
إن عينيَّ هاتين هما مغنمك، هاتان العينان اللتان تعلقانني بك هما ما يسعى وراءه هؤلاء
الحمقى. من دونهما، سيكون عليَّ َّ أن ألمسك، وأن أسمعك، وألا أراك ثانية. سيكون عليَّ
أن أدخل تحت ذلك السقف المصنوع من الأحجار والصخور والظلمة؛ ذلك السقف المريع
الذي يتدنَّى تحته الخيال ... لا، أنت لن تريدي لي ذلك، صحيح؟
قالت له الفتاة: أتمنى أحياناً لو أنك توافق على هذا (تقصد العملية)
بقي طوال الأسبوع الذي يسبق وقت إجراء العملية لم ينم نونيز وبقي يفكر طوال النهار (ينام سكان بلد العميان في النهار ويستيقظون في الليل عندما يبرد الطقس) لقد أعطى لهم الموافقة بالفعل لكنه لم يكن واثقاً من قراره في آخر يوم له وهو مبصر عند الفجر حظي ببضع دقائق مع الفتاة المعشوقة وتأمل صورتها للمرة الأخيرة وهمس لهذه الصورة "وداعاً! وداعاً!"
بعدها خرج ليرى العالم للمرة الأخيرة هنا رأى الفجر يغمر الوادي بلونه الساحر أدرك أن حياته هنا في هذا العالم الأعمى وأن حبيبته والجميع لم يكونوا سوى خطيئةٍ كبرى الأنهار والغابات والسماء والنجوم كيف يفقد هذا كله من أجل فتاة كيف ولماذا أقنعوه أن البصر شيء لا قيمة له اتجه إلى الجرف العظيم الذي يحيط بلد العميان وقرر أن يتسلق الجدار العامودي بحذرٍ بالغ عندما غربت الشمس كان بعيدا جدا عن بلد العميان نزفت كفاه وتمزقت ثيابه لكنه كان يبتسم رفع عينيه وراح ينظر نحو النجوم.

## وصلات خارجية
- نسخة للكتاب من قبل مؤسسة هنداوي للتعليم والثقافة
- كتاب بلد العميان مقروء على يوتيوب